# Bewley Common
Bewley Common – wieś w Anglii, w hrabstwie Wiltshire. Leży 43 km na północny zachód od miasta Salisbury i 138 km na zachód od Londynu.